# Van Gogh (film)
Van Gogh – francuski film biograficzny z 1991 roku w reżyserii Maurice’a Pialata. Tematem filmu są ostatnie dni z życia holenderskiego malarza Vincenta van Gogha, poświęcone rywalizacji między nim a jego bratem Theo van Goghiem, desperackim romansom z kobietami, w tym z córką fizyka Paula Gacheta, Marguerite. Zdjęcia kręcono w Saint-Rémy-sur-Creuse (departament Vienne) oraz w Richelieu i Marigny-Marmande (Indre i Loara).
Jeden z ostatnich filmów Pialata nie został nakręcony w celu powielenia utrwalonego w kulturze masowej wizerunku van Gogha jako szaleńca. Intencją Pialata było oddramatyzowanie przebiegu ostatnich chwil z życia artysty, który w wykonaniu Jacques'a Dutronca daje się poznać jako zachowawczy, powściągliwy melancholik. Wbrew tradycyjnemu przedstawieniu artystów jako ofiar kobiet Pialat ukazał van Gogha jako człowieka od kobiet uzależnionego, zarówno uczuciowo, jak i materialnie (aby zostać zaakceptowanym przez szerszą społeczność, a tym samym przetrwać). W ujęciu Pialata artysta popełnia samobójstwo nie w akcie twórczym albo przez kobietę, lecz dlatego, że nie ma środków potrzebnych do przeżycia.
Van Gogh brał udział w konkursie głównym na 44. MFF w Cannes. Został nominowany do Cezara w dwunastu kategoriach, ale ostatecznie statuetkę zdobył jedynie Dutronc za swoją rolę tytułową. Francuski krytyk Joël Magny ocenił film Pialata jako „bezsprzecznie jedno z najważniejszych dzieł kinowych z ostatnich dwudziestu lat”.